# ハノーファー-ミンデン線
ハノーファー-ミンデン線 （ハノーファー-ミンデンせん、ドイツ語: Bahnstrecke Hannover–Minden）とは、ドイツ連邦共和国ニーダーザクセン州ハノーファーのハノーファー中央駅からノルトライン＝ヴェストファーレン州ミンデンのミンデン駅に至る全長64.4kmのドイツ鉄道の路線である。

## 概要
ニーダーザクセン州では最重要路線の一つであり、州都ハノーファーからヴンストルフ、シュタットハーゲンおよびビュッケブルクを経てミンデン、オスナブリュック、アムステルダムおよびルール地方に向かう。

## 歴史
王立ハノーファー邦有鉄道によって建設され、1847年10月15日に開業した。同年12月23日にはヴンストルフからブレーメンに至る支線が開業した。
1973年に西ドイツ政府により策定された連邦交通路計画ではドルトムント - ハノーファー - ブラウンシュヴァイク間を結ぶ路線は主要8路線の一つに含められた。1984年にはビュッケブルク - ハステ間23.5km、1985年にはハノーファー - ヴンストルフ間13.0kmの最高速度が200km/hに引き上げられた。

## 列車
全線が電化されており、ICE、IC、REおよびSバーンが運行されている。この他重量級の貨物列車も走行している。ミンデン - ハノーファー間は毎時1本のREが二階建て車両で運行されているほか、Sバーン1号線が運行されている。さらにヴンストルフ - ハノーファー間ではSバーン2号線も運行されている。
ハノーファー＝ノルトシュタット駅 - ゼールツェ駅間は三複線、ハノーファー中央駅 - ハノーファー＝ノルトシュタット駅間は長距離線とSバーンの線路が離れた所に設置されており、ゼールツェ駅 - ヴンストルフ駅間は複々線である。 しかしながら、ヴンストルフ駅 - ミンデン駅間のみは複線である。それゆえ、貨物列車は旅客列車が通過する際には待避しなければならない。
ハム-ミンデン線区間への複々線の延伸が計画されている。しかしながら在来線を改良する案とハステ - ゼールツェ間に高速新線を建設する案の2つが議論されており確定していない。